# Rubberlegs Williams
Henry „Rubberlegs“ Williams (* 14. Juli 1907 in Atlanta; † 17. Oktober 1962 in New York City) war ein amerikanischer Blues- und Jazzsänger und Tänzer.
Williams trat seit seinem sechzehnten Lebensjahr professionell als Tänzer mit der Minstrelshow Bobby Grants Female Impersonators auf. Nachdem er in mehreren Cakewalk- und Charleston-Wettbewerben erfolgreich war, hatte er eine eigene Vaudeville-Nummer, die auf zahlreichen T.O.B.A.-Tourneen zu sehen war. Seinen Spitznamen erhielt er, weil er so tanzte, als hätte er Beine aus Gummi. 1933 trat er in dem Kurzfilm Smash Your Luggage auf. Er trat auch als Sänger auf, unter anderem mit der Count Basie Band, mit Fletcher Henderson und Chick Webb. 1945 machte er Aufnahmen mit Clyde Harts All Stars, zu denen auch Charlie Parker gehörte, und mit der Band von Herbie Fields. Auch übernahm er den Gesangspart auf der ersten Aufnahme von Dizzy Gillespies Hot House (1. April 1945 in New York).